# フィリッポ・ガリアルディ

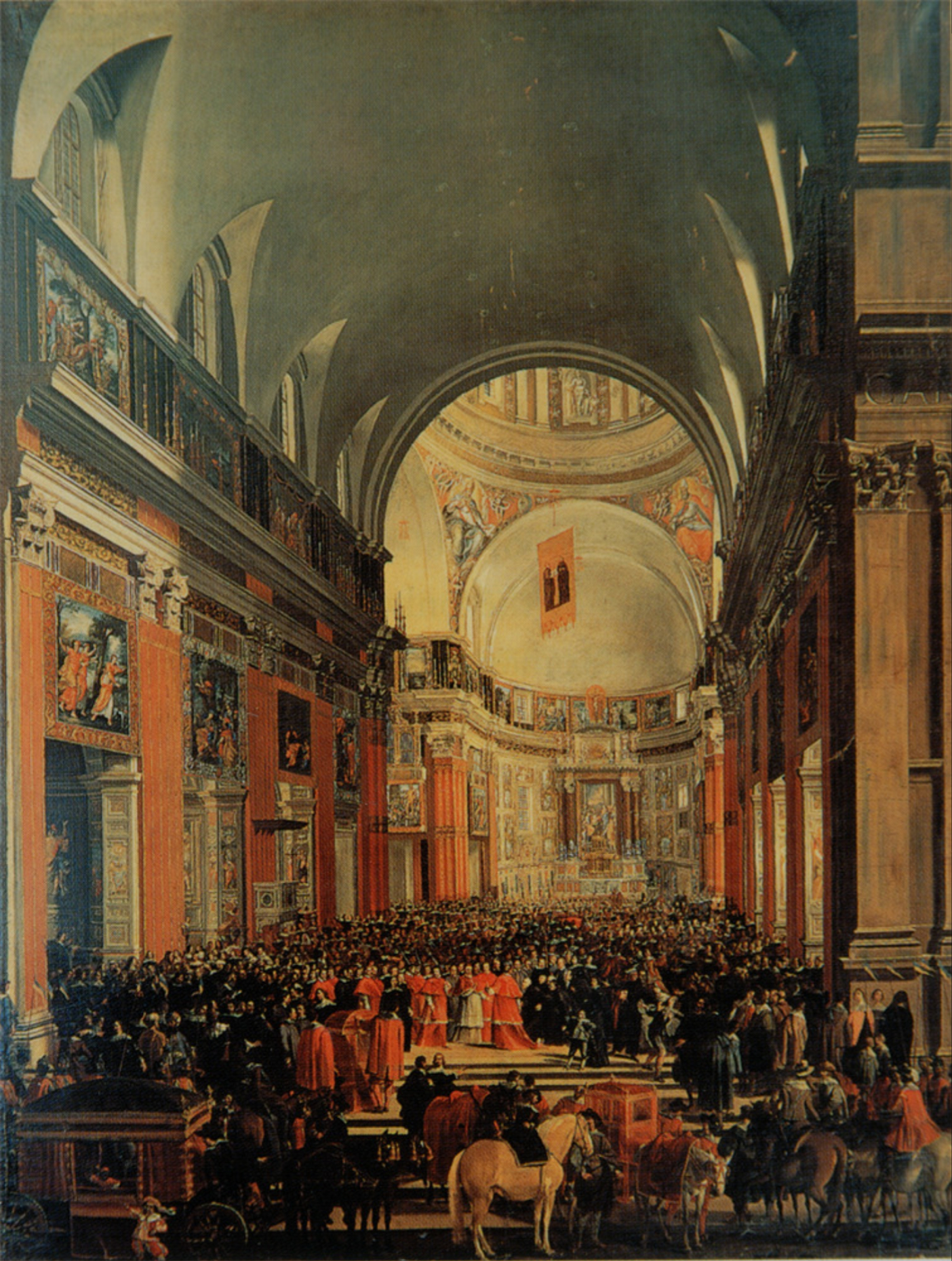
アンドレア・サッキらと共作、イエズス会創立百周年記念式典のウルバヌス8世

フィリッポ・ガリアルディ（Filippo Gagliardi、1607年頃 - 1659年）は、イタリアの画家である。建築物の外観や内部や外観を描くのを専門にした画家である。

## 略歴
ローマで生まれた。修行時代については殆ど知られていないが、「遠近法に関する論文（Trattato della prospectiva）」という著作を残していて、その記述からマッテオ・ツァッコリーニ（Matteo Zaccolini: 1574–1630）という画家で遠近法の理論家から学んだと考えられている。
著名の残る作品は、1640年作で現在プラド美術館に収蔵されているローマのサン・ピエトロ大聖堂の内部を描いた作品が一点残されているだけであるが、フィリッポ・ラウリ（1623-1694）やアンドレア・サッキ（1599-1661）といった画家と共作し、背景の建物を描いたことでも知られている。
1647年から1654年の間行われたローマのサン・マルティノ・アイ・モンティ教会（Basilica dei Santi Silvestro e Martino ai Monti）の改修に参加した。教皇庁美術・文芸アカデミーの会員に選ばれ、1655年から1658年まではアカデミア・ディ・サン・ルカの会長（principe）も務めた。

## 作品

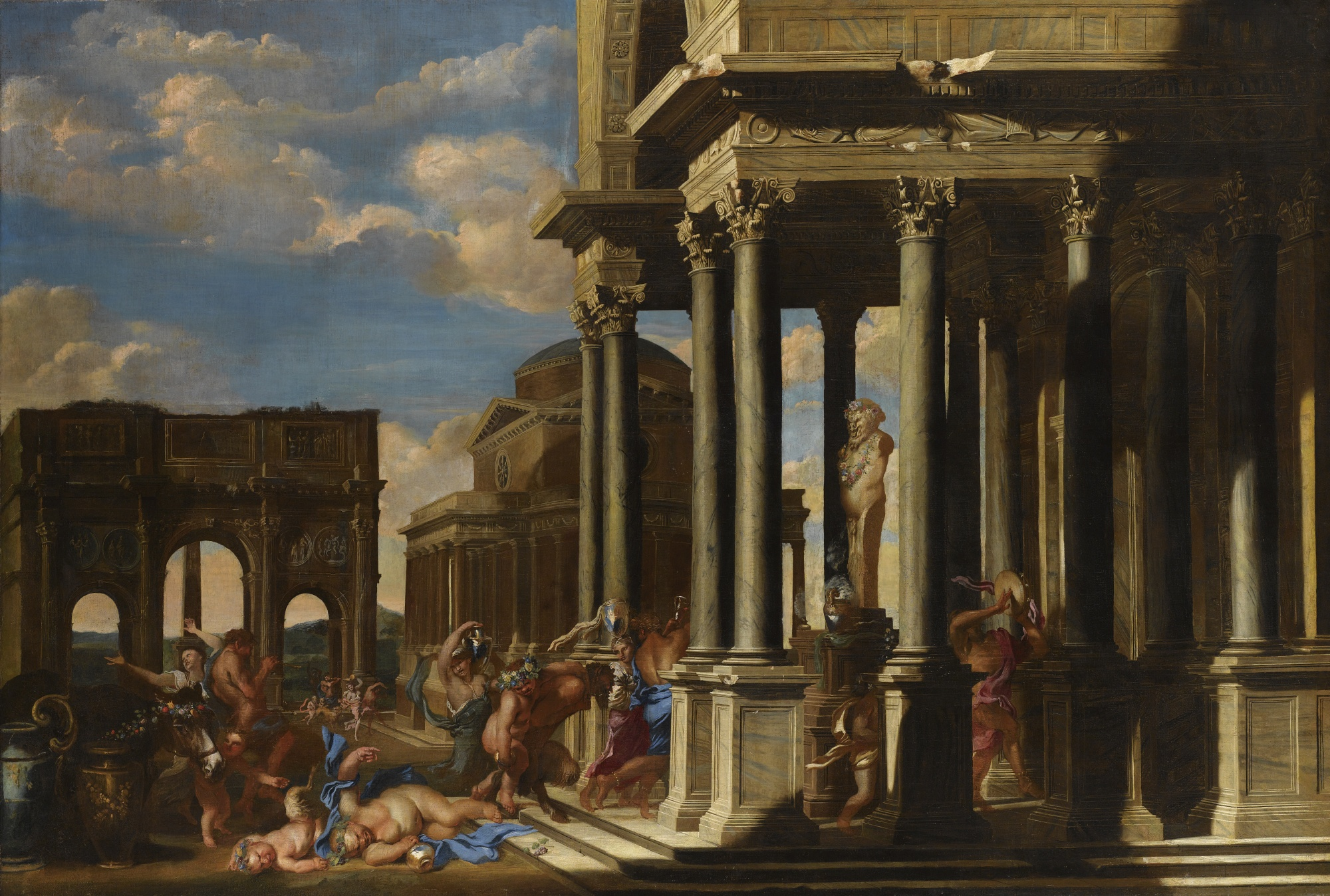
ジョヴァンニ・ベネデット・カスティリオーネと共作、「酔っ払いたちのいるカプリッチョ」
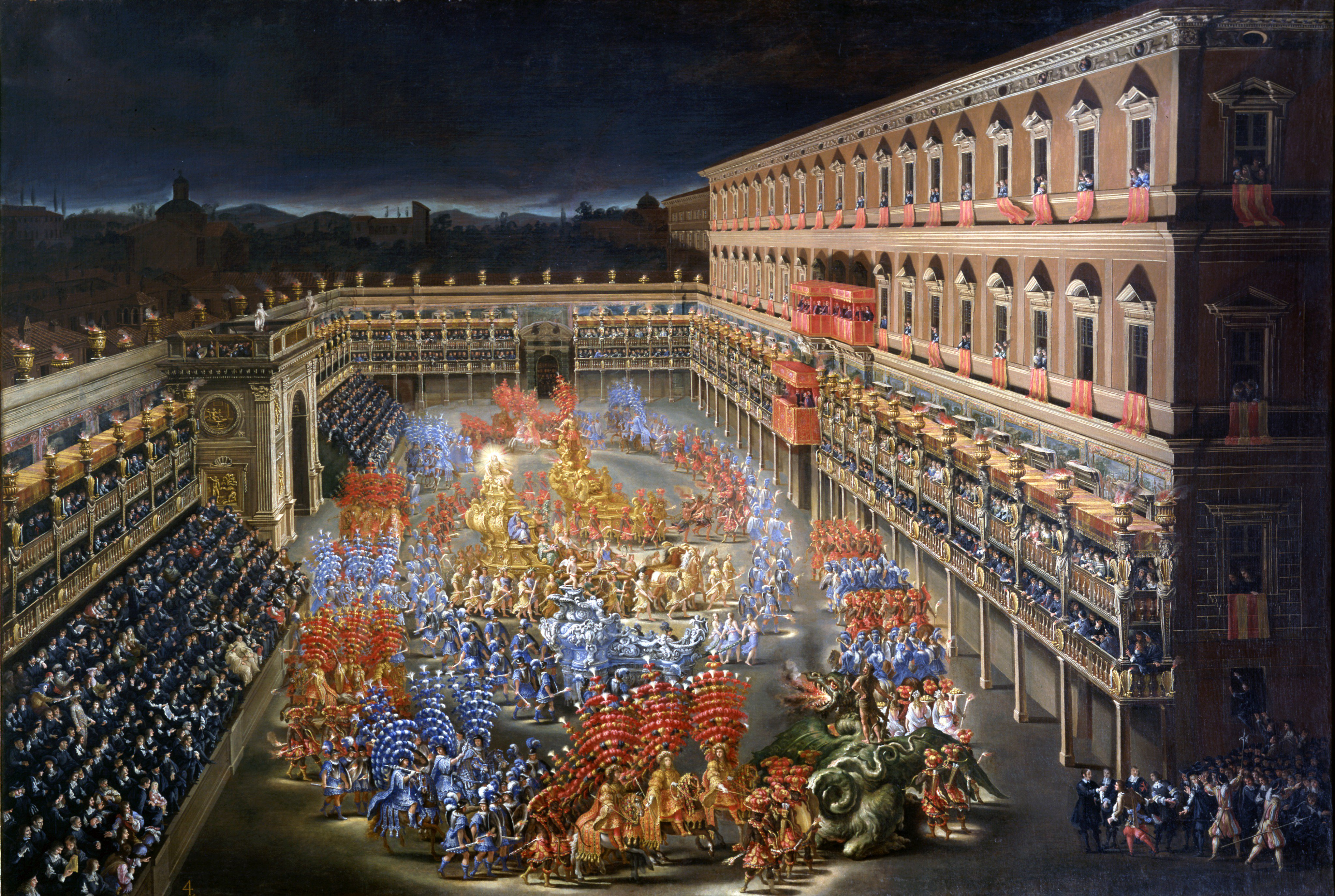
フィリッポ・ラウリと共作、バルベリーニ宮殿の中庭で開かれたクリスティーナ女王歓迎の祝宴(1656) Museo di Roma